# Batalha de Pelecano
A Batalha de Pelecano (em grego: Μάχη του Πελεκάνο; romaniz.: Máchi tou Pelekáno; em latim: Bellum Pelecanum) ocorreu em 10-11 de junho entre uma força expedicionária bizantina liderada pelo imperador Andrônico III Paleólogo e um exército otomano liderado por Orcano I. O exército bizantino foi derrotado nesta que foi a última tentativa de liberar as cidades da Anatólia do cerco otomano.

## Batalha e resultado
Na época da ascensão de Andrônico em 1328, os territórios imperiais na Anatólia tinham se reduzido de forma dramática, do domínio completo da região ocidental apenas quarenta anos antes para umas poucas fortalezas ao logo da costa do Mar Egeu, além de uma pequena província à volta de Nicomédia a menos de 150 quilômetros da capital Constantinopla. Por toda parte os turcos estavam atacando e invadindo as terras bizantinas. Andrônico decidiu então aliviar as importantes cidades de Nicomédia e Niceia e, quiçá, restaurar a fronteira para uma posição mais estável.
Juntamente com o grande doméstico João VI Cantacuzeno, Andrônico liderou um exército de aproximadamente 4 000 homens, o maior que ele conseguira juntar, ao longo do Mar de Mármara em direção a Nicomédia. Em Pelecano, um exército turco otomano bloqueou-lhe o caminho. Partes de cada uma as forças se digladiaram e os turcos foram repelidos. Porém, o grosso do exército turco recuou para as montanhas ao norte do campo de batalha e Andrônico não podia avançar enquanto ele estava ali. As constantes escaramuças acabaram ferindo o imperador levemente, mas um rumor se espalhou que ele estaria mortalmente ferido e o moral despencou, resultando em pânico. Os turcos se aproveitaram e atacaram os bizantinos, infligindo pesadas perdas até que o grande doméstico arranjasse uma forma de levar o exército de volta a Constantinopla pelo mar.

## Consequências
A campanha para liberar as províncias foi abortada. E nunca mais um exército bizantino tentou recuperar um território na Ásia. As antigas capitais de Nicomédia e Niceia não foram liberadas do cerco e a manutenção do controle do Bósforo já não era mais viável. Os otomanos construíram uma forte base de ataque sobre a qual eles eventualmente iriam destruir todo o Império Bizantino.